# إد بيانكي
إد بيانكي (بالإنجليزية: Ed Bianchi)‏ هو مخرج أمريكي، ولد في 24 أبريل 1942 في نيوجيرسي في الولايات المتحدة.

## وصلات خارجية
- إد بيانكي على موقع IMDb (الإنجليزية)
- إد بيانكي على موقع ألو سيني (الفرنسية)
- إد بيانكي على موقع أول موفي (الإنجليزية)
- إد بيانكي على موقع قاعدة بيانات الأفلام السويدية (السويدية)
- إد بيانكي على موقع قاعدة بيانات الفيلم (الإنجليزية)
- إد بيانكي على موقع كينوبويسك (الروسية)